# Delray Beach International Tennis Championships 1999 - Qualificazioni singolare
Le qualificazioni del singolare  del Delray Beach International Tennis Championships 1999 sono state un torneo di tennis preliminare per accedere alla fase finale della manifestazione. I vincitori dell'ultimo turno sono entrati di diritto nel tabellone principale. In caso di ritiro di uno o più giocatori aventi diritto a questi sono subentrati i lucky loser, ossia i giocatori che hanno perso nell'ultimo turno ma che avevano una classifica più alta rispetto agli altri partecipanti che avevano comunque perso nel turno finale.
Le qualificazioni del torneo Delray Beach International Tennis Championships 1999 prevedevano 32 partecipanti di cui 4 sono entrati nel tabellone principale.

## Teste di serie
1. Paul Goldstein (Qualificato)
2. Marcelo Filippini (secondo turno)
3. Geoff Grant (Qualificato)
4. David Nainkin (primo turno)

1. Alejandro Hernández (primo turno)
2. Oscar Serrano-Gamez (primo turno)
3. Maks Mirny (Qualificato)
4. Michael Tebbutt (primo turno)

## Qualificati
1. Paul Goldstein
2. Maks Mirny

1. Geoff Grant
2. Christophe Rochus

## Tabellone

### Legenda
| - Q = Qualificato - WC = Wild card - LL = Lucky loser | - ALT = Alternate - SE = Special Exempt - PR = Protected Ranking | - w/o = Walkover - r = Ritirato - d = Squalificato |

### Sezione 1
|  | Primo turno       | Primo turno       | Primo turno    | Primo turno | Primo turno |  |  | Secondo turno     | Secondo turno     | Secondo turno  | Secondo turno     | Secondo turno |   |   | Ultimo turno | Ultimo turno   | Ultimo turno | Ultimo turno | Ultimo turno |  |
|  |                   |                   |                |             |             |  |  |                   |                   |                |                   |               |   |   |              |                |              |              |              |  |
|  | 1                 | Paul Goldstein    | Paul Goldstein | 7           | 6           |  |  |                   |                   |                |                   |               |   |   |              |                |              |              |              |  |
|  |                   | Bob Bryan         | Bob Bryan      | 5           | 2           |  |  | 1                 | Paul Goldstein    | Paul Goldstein | 6                 | 7             |   |   |              |                |              |              |              |  |
|  | Stéphane Huet     | Stéphane Huet     | Stéphane Huet  | 6           | 6           |  |  |                   | Stéphane Huet     | Stéphane Huet  | 3                 | 6             |   |   |              |                |              |              |              |  |
|  | Michael Sell      | Michael Sell      | Michael Sell   | 4           | 3           |  |  |                   |                   |                |                   |               |   |   | 1            | Paul Goldstein | 4            | 6            | 6            |  |
|  | Francisco Cabello | Francisco Cabello | 6              | 4           | 6           |  |  |                   |                   |                | Francisco Cabello | 6             | 2 | 2 |              |                |              |              |              |  |
|  | Chul-Dong Lee     | Chul-Dong Lee     | 3              | 6           | 2           |  |  | Francisco Cabello | Francisco Cabello | 4              | 7                 | 6             |   |   |              |                |              |              |              |  |
|  |                   | Lionel Roux       | 0              | 6           | 6           |  |  | Lionel Roux       | Lionel Roux       | 6              | 6                 | 3             |   |   |              |                |              |              |              |  |
|  | 8                 | Michael Tebbutt   | 6              | 4           | 4           |  |  |                   |                   |                |                   |               |   |   |              |                |              |              |              |  |

### Sezione 2
|  | Primo turno     | Primo turno       | Primo turno    | Primo turno | Primo turno |  |  | Secondo turno | Secondo turno     | Secondo turno     | Secondo turno | Secondo turno |   |   | Ultimo turno | Ultimo turno    | Ultimo turno    | Ultimo turno | Ultimo turno |  |
|  |                 |                   |                |             |             |  |  |               |                   |                   |               |               |   |   |              |                 |                 |              |              |  |
|  | 2               | Marcelo Filippini | 3              | 6           | 6           |  |  |               |                   |                   |               |               |   |   |              |                 |                 |              |              |  |
|  |                 | Fernando González | 6              | 4           | 4           |  |  | 2             | Marcelo Filippini | Marcelo Filippini | 3             | 2             |   |   |              |                 |                 |              |              |  |
|  | Francisco Costa | Francisco Costa   | 7              | 4           | 6           |  |  |               | Francisco Costa   | Francisco Costa   | 6             | 6             |   |   |              |                 |                 |              |              |  |
|  | Mark Merklein   | Mark Merklein     | 5              | 6           | 2           |  |  |               |                   |                   |               |               |   |   |              | Francisco Costa | Francisco Costa | 3            | 2            |  |
|  | Maurice Ruah    | Maurice Ruah      | Maurice Ruah   | 6           | 6           |  |  |               |                   | 7                 | Maks Mirny    | Maks Mirny    | 6 | 6 |              |                 |                 |              |              |  |
|  | Steve Campbell  | Steve Campbell    | Steve Campbell | 2           | 1           |  |  |               | Maurice Ruah      | 7                 | 5             | 4             |   |   |              |                 |                 |              |              |  |
|  | 7               | Maks Mirny        | Maks Mirny     | 6           | 6           |  |  | 7             | Maks Mirny        | 6                 | 7             | 6             |   |   |              |                 |                 |              |              |  |
|  |                 | Dirk Dier         | Dirk Dier      | 3           | 4           |  |  |               |                   |                   |               |               |   |   |              |                 |                 |              |              |  |

### Sezione 3
|  | Primo turno     | Primo turno         | Primo turno         | Primo turno | Primo turno |  |  | Secondo turno | Secondo turno   | Secondo turno   | Secondo turno | Secondo turno |   |   | Ultimo turno | Ultimo turno | Ultimo turno | Ultimo turno | Ultimo turno |  |
|  |                 |                     |                     |             |             |  |  |               |                 |                 |               |               |   |   |              |              |              |              |              |  |
|  | 3               | Geoff Grant         | Geoff Grant         | 6           | 6           |  |  |               |                 |                 |               |               |   |   |              |              |              |              |              |  |
|  |                 | Stefano Pescosolido | Stefano Pescosolido | 2           | 2           |  |  | 3             | Geoff Grant     | Geoff Grant     | 6             | 7             |   |   |              |              |              |              |              |  |
|  | Rodolphe Cadart | Rodolphe Cadart     | 6                   | 4           | 6           |  |  |               | Rodolphe Cadart | Rodolphe Cadart | 4             | 6             |   |   |              |              |              |              |              |  |
|  | Grégory Carraz  | Grégory Carraz      | 2                   | 6           | 4           |  |  |               |                 |                 |               |               |   |   | 3            | Geoff Grant  | Geoff Grant  | 6            | 6            |  |
|  | Paulo Taicher   | Paulo Taicher       | Paulo Taicher       | 6           | 6           |  |  |               |                 |                 | Brian MacPhie | Brian MacPhie | 2 | 2 |              |              |              |              |              |  |
|  | Răzvan Sabău    | Răzvan Sabău        | Răzvan Sabău        | 2           | 3           |  |  | Paulo Taicher | Paulo Taicher   | Paulo Taicher   | 2             | 4             |   |   |              |              |              |              |              |  |
|  |                 | Brian MacPhie       | 6                   | 6           | 6           |  |  | Brian MacPhie | Brian MacPhie   | Brian MacPhie   | 6             | 6             |   |   |              |              |              |              |              |  |
|  | 6               | Oscar Serrano-Gamez | 7                   | 4           | 4           |  |  |               |                 |                 |               |               |   |   |              |              |              |              |              |  |

### Sezione 4
|  | Primo turno     | Primo turno         | Primo turno         | Primo turno | Primo turno |  |  | Secondo turno     | Secondo turno     | Secondo turno     | Secondo turno | Secondo turno |   |   | Ultimo turno      | Ultimo turno      | Ultimo turno | Ultimo turno | Ultimo turno |  |
|  |                 |                     |                     |             |             |  |  |                   |                   |                   |               |               |   |   |                   |                   |              |              |              |  |
|  |                 | Christophe Rochus   | Christophe Rochus   | 6           | 6           |  |  |                   |                   |                   |               |               |   |   |                   |                   |              |              |              |  |
|  | 4               | David Nainkin       | David Nainkin       | 3           | 3           |  |  | Christophe Rochus | Christophe Rochus | Christophe Rochus | 7             | 6             |   |   |                   |                   |              |              |              |  |
|  | Nenad Zimonjić  | Nenad Zimonjić      | Nenad Zimonjić      | 7           | 6           |  |  | Nenad Zimonjić    | Nenad Zimonjić    | Nenad Zimonjić    | 5             | 3             |   |   |                   |                   |              |              |              |  |
|  | Michael Hill    | Michael Hill        | Michael Hill        | 6           | 2           |  |  |                   |                   |                   |               |               |   |   | Christophe Rochus | Christophe Rochus | 6            | 6            | 7            |  |
|  | David Wheaton   | David Wheaton       | David Wheaton       | 6           | 6           |  |  |                   |                   | David Wheaton     | David Wheaton | 7             | 4 | 5 |                   |                   |              |              |              |  |
|  | Karsten Braasch | Karsten Braasch     | Karsten Braasch     | 4           | 4           |  |  | David Wheaton     | David Wheaton     | 6                 | 3             | 6             |   |   |                   |                   |              |              |              |  |
|  |                 | Ronald Agénor       | Ronald Agénor       | 6           | 7           |  |  | Ronald Agénor     | Ronald Agénor     | 4                 | 6             | 3             |   |   |                   |                   |              |              |              |  |
|  | 5               | Alejandro Hernández | Alejandro Hernández | 3           | 6           |  |  |                   |                   |                   |               |               |   |   |                   |                   |              |              |              |  |